# Округ Нојмаркт ин дер Оберфалц
Округ Нојмаркт ин дер Оберпфалц је округ на истоку немачке државе Баварска.
Површина округа је 1.344,11 km². Децембар 2018. имао је 133.561 становника. Има 19 насеља, а седиште управе је у граду Нојмаркт ин дер Оберпфалц. 
Округ је формиран 1862. Кроз њега протичу реке Алтмил, Црно и Бели Лабер, Зулц и Шварцах.